# Eunice cariboea
Eunice cariboea är en ringmaskart som beskrevs av Grube 1856. Eunice cariboea ingår i släktet Eunice och familjen Eunicidae. Inga underarter finns listade i Catalogue of Life.